# Franz Viehböck
Franz Viehböck (* 24. srpna 1960 Perchtoldsdorf, Dolní Rakousy, Rakousko) je rakouský manažer a bývalý a jediný rakouský kosmonaut. Při kosmickém letu v říjnu 1991 strávil ve vesmíru necelých 8 dní v sovětské lodi Sojuz TM-13 a na stanici Mir.

## Život
Franz Viehböck se narodil v Perchtoldsdorfu v Dolních Rakousích nedaleko Vídně, (je uváděn i jako vídeňský rodák). Roku 1978 dokončil reálné gymnázium, roku 1985 Technickou univerzitu Vídeň (Technischen Universität Wien), zde studoval obor průmyslová elektronika a regulační technika. Poté pracoval ve společnosti Siemens.
Roku 1987 rakouská vláda přijala sovětskou nabídku na týdenní kosmický let Rakušana na orbitální stanici Mir, dohodu o letu vlády podepsaly v říjnu 1988, program letu byl nazván „AustroMir 91“. Už v dubnu 1988 rakouská kosmická agentura (Österreichischen Gesellschaft für Weltraumfragen) vyhlásil konkurs na místo rakouského kosmonauta. Viehböck se přihlásil a v říjnu 1989 se společně s Clemensem Lothallerem stal vítězem konkurzu.
V lednu 1990 oba zahájili výcvik ve Středisku přípravy kosmonautů ve Hvězdném městečku. V květnu 1991 se při zformování posádek Viehböck dostal do hlavní posádky, Lothaller do záložní. V září dokončil výcvik a získal kvalifikaci „kosmonaut-výzkumník“.
Do vesmíru odstartoval z kosmodromu Bajkonur 2. října 1991 v lodi Sojuz TM-13, lodi velel sovětský kosmonaut Alexandr Volkov, dalším členem posádky byl sovětský zkušební letec kazašského původu Toktar Aubakirov. Po spojení s Mirem se kosmonauti společně se základní posádkou věnovali experimentům, Viehböck především pokusům programu AustroMir 91 připravenými rakouskými vědci. Po týdnu pobytu na stanici se Aubakirov a Viehböckem (členové 8. návštěvní expedice) pod velením Anatolije Arcebarského (vracející se člen 9. základní expedice) vrátili v Sojuzu TM-12 zpět na Zem. Přistáli v Kazachstánu, nedaleko Arkalyku.
Dva roky po letu se věnoval popularizaci prvního kosmického letu Rakušana, poté ze státních služeb odešel. Od začátku roku 1994 pracoval ve společnosti Rockwell, kde se věnoval rozvoji programů spolupráce s evropskými a ruskými partnery společnosti. Po přechodu Rockwellu do Boeingu zastával i zde funkci ředitele pro mezinárodní spolupráci (Director for International Business Development), roku 1999 se stal evropským zástupcem Space & Communications Group Boeingu a ředitelem Boeingu pro Rakousko. Roku 2002 stanul v čele rakouské společnosti Berndorf Band GesmbH & Co, od počátku roku 2008 je členem její správní rady.